# Golden Kamui
Golden Kamui (ゴールデンカムイ, Gōruden Kamui) est un seinen manga de Satoru Noda, prépublié dans le magazine Weekly Young Jump entre août 2014 et avril 2022 et publié en un total de 31 volumes reliés par l'éditeur Shūeisha. La version française est éditée en intégralité par Ki-oon.
Une adaptation en série d'animation est diffusée depuis 2018. Les trois premières saisons sont produites par le studio Geno, la quatrième est par Brain's Base et la cinquième et dernière saison a été annoncée. Un film en prise de vues réelles est sorti en janvier 2024.
Le manga remporte le Grand prix du Manga en 2016 et le Grand Prix du 22ème Prix culturel Osamu Tezuka en 2018.

## Synopsis
Saichi Sugimoto est un héros de la guerre russo-japonaise de 1904-1905. Surnommé « Sugimoto l'immortel » pour sa combativité, il a survécu à d'innombrables batailles mais, à la fin de la guerre, il se retrouve seul et sans le sou. Il apprend alors l'existence d'un trésor de 75 kg d'or accumulé par les Aïnous et caché par le « Sans Visage », un homme retenu dans une prison de Hokkaidō. Ce dernier réalise des tatouages qui permettent de trouver l'emplacement du trésor sur des criminels avant de les aider à s'évader. Après avoir entendu cette histoire, Sugimoto décide de partir à la recherche du butin avec l'aide d'une jeune Aïnoue du nom d'Ashirpa, qui a perdu son père à cause de cet or. Ensemble, ils vont se mettre à la recherche du trésor avec des buts différents, mais ils ne sont pas les seuls à le convoiter.

## Personnages
Saichi Sugimoto (杉元 佐一, Sugimoto Saichi)
Voix japonaise : Chikahiro Kobayashi
Un soldat démobilisé qui a survécu à la guerre russo-japonaise en 1904. Il servait dans la 1re division de l'Armée impériale japonaise et participa à la bataille de la Colline 203 lors du siège de Port-Arthur.
Ashirpa (アシㇼパ, Ashirpa)
Voix japonaise : Haruka Shiraishi
Une fillette aïnoue qui veut découvrir le meurtrier de son père. Son seul but dans la recherche du trésor est de savoir la vérité derrière la mort de son père, liée à l'or.
Sans-visage (のっぺら坊, Nopperabō)
Homme retenu dans la prison d'Abashiri. C'est lui qui a caché le trésor de 75 kg d'or amassé par les Aïnous. Il est le seul connaissant son réel emplacement et a laissé un code secret sur les tatouages qu'il a réalisés sur des prisonniers voisins, qu'il a ensuite aidés à s'enfuir. Sa réelle identité est inconnue, son visage étant méconnaissable.
Lieutenant Tsurumi Tokushiro (鶴見中尉, Tsurumi Chūi)
Lieutenant de la 7e division de l'Armée impériale japonaise qui cherche l'or caché des Aïnous dans le but de séparer l'île d'Hokkaidō du reste du Japon.
Hijikata Toshizō (土方 歳三, Toshizō Hijikata)
Inspiré d'un personnage réel, cet ancien samouraï du Shinsen Gumi combat le gouvernement de Meiji. Il est à la recherche de l'or afin de transformer l'île d’Hokkaido en un état indépendant.

## Manga
Golden Kamui est scénarisé et illustré par Satoru Noda. L'auteur s'est inspiré de l'histoire de son arrière grand-père, Saichi Sugimoto, qui donne son nom au personnage principal du manga. Il effectue un grand travail de documentation sur les Aïnous avant de commencer à écrire sa série et consulte des experts anthropologues; de même, il consacre beaucoup d'attention aux dialectes utilisés par ses personnages.
La série commence sa prépublication dans le magazine Weekly Young Jump le 21 août 2014 et l'éditeur Shūeisha. Le manga entre dans son dernier arc en juillet 2021, et le dernier chapitre est publié le 28 avril 2022. La série comporte un total de 31 volumes reliés publiés par Shūeisha et sortis entre le 19 janvier 2015 et le 19 juillet 2022. Au Japon, un « livre de commentaires officiel » d'Hiroshi Nakagawa, superviseur du manga spécialisé dans la langue aïnoue, sort le 15 mars 2019  (ISBN 978-4-08-721072-9) et un « fanbook officiel » sort le 19 novembre 2020  (ISBN 978-4-08-891732-0).
La version française est éditée par Ki-oon avec un premier volume sorti le 25 août 2016 et le 31e et dernier volume sorti le 3 octobre 2024.
Lors du New York Comic Con 2016, Viz Media annonce l'acquisition des droits de la série pour la version anglaise publiée sous le titre Golden Kamuy avec un premier volume sorti en juin 2017

### Réception
En France, Pauline Croquet du Monde juge que le manga constitue « une plongée historique et ethnologique sans effort, loin des clichés sur le Japon ». Le premier tome est sélectionné comme « BD de la semaine » par France Info, qui considère qu'« en mêlant histoire familiale, passion pour la chasse et éléments de la culture des Aïnous appris à leur contact (comme des recettes de cuisine traditionnelle), Satoru Noda nous offre un premier tome intelligent, prenant et parfaitement séquencé ».
En décembre 2017, le tirage total de la série s'élève à 3,75 millions d'exemplaires. Il s'élève à 23 millions en septembre 2022.

### Distinctions
Le manga remporte le Manga Taishō 2016. La même année, il est nommé lors du Prix du manga Kōdansha et classé second de la liste Kono Manga ga sugoi! pour les jeunes garçons.
En 2018, il remporte le Grand Prix du 22e Prix culturel Osamu Tezuka, après avoir été nommé pour le même prix en 2016 et 2017. La même année, la série est nommée pour le Prix Eisner de la « Meilleure édition américaine d'une œuvre internationale » et le traducteur français du manga, Sébastien Ludmann, remporte le premier prix Konishi pour la traduction d'un manga japonais en français.
En 2022, la série manga remporte le Grand Prix de l'Association des auteurs de bande dessinée japonais.
En 2023, le manga est nommé pour le 54e Prix Seiun dans la catégorie meilleure bande dessinée.

## Série d'animation

Logo original de la série d'animation.

L'adaptation en série d'animation est annoncée en juillet 2017 dans le Weekly Young Jump. Produite par Geno Studio, elle est réalisée par Hitoshi Nanba, sur un scénario de Noboru Takagi et des compositions de Kenichiro Suehiro (en),, une direction artistique d'Atsushi Morikawa et une réalisation des graphismes numériques de Yuuko Okumura et Yasutaka Hamada. Kenichi Ohnuki est le character designer adaptant les personnages pour l'animation tandis que Koji Watanabe conceptualise les armes à feu, Shinya Anasuma les accessoires et Ryō Sumiyoshi les animaux. Comme pour le manga, le linguiste Hiroshi Nakagawa de l'Université de Chiba, spécialisé dans la langue aïnoue, supervise les épisodes. Le générique d'ouverture, Winding Road, est interprété par Man with a Mission et le générique de fin, Hibana, par The Sixth Lie (en).
Une série de courts-métrages animés de 25 secondes, Golden Dōga Gekijō (ゴールデン道画劇場), basés sur des suppléments inclus dans les volumes reliés du manga et du Weekly Young Jump, réalisés par Kenshirō Morii et produits par DMM.futureworks et W-Toon Studio, sont diffusés sur YouTube entre le 16 avril 2018 et le 14 décembre 2020.
La première saison constituée de douze épisodes est diffusée entre le 9 avril 2018 et le 25 juin 2018 sur Tokyo MX, ytv, STV et BS11,.
Une seconde saison de douze épisodes, annoncée en conclusion de la première, est diffusée entre le 8 octobre 2018 et le 24 décembre 2018,. Le générique d'ouverture, Reimei, est interprété par Sayuri et My First Story, et le générique de fin, Tokeidai no Kane, est interprété par Eastern Youth (en),.
Le 7 juillet 2019, une troisième saison est annoncée. Le 13 mars 2020, sa date de diffusion est fixée pour octobre 2020. La troisième saison, constituée de douze épisodes, est diffusée entre le 5 octobre 2020 et le 21 décembre 2020. Le générique d'ouverture, Grey, est interprété par Fomare, et le générique de fin, Yūsetsu, est interprété par The Sixth Lie,.
En mars 2022, une quatrième saison de treize épisodes produite par le studio Brain's Base est annoncée pour octobre de la même année. Shizutaka Sugahara en est le directeur en chef, Takumi Yamakawa au chara-design et Noboru Takagi au script. La saison commence sa diffusion le 3 octobre 2022. Le générique d'ouverture, Never Say Goodbye, est interprété par ALI featuring Mummy-D, et le générique de fin, Subete ga Soko ni Arimasu You Ni. (すべてがそこにありますように。), est interprété par The Spellbound. Le 8 novembre 2022, il est annoncé que la diffusion du septième épisode de la saison  est repoussée due à la mort de l'un des membres de l'équipe. La diffusion de la série reprend le 3 avril 2023 et se termine le 26 juin 2023,.
Le 26 juin 2023, après la conclusion de la saison 4, une cinquième et dernière saison est annoncée comme étant en cours de production.
La série télévisée est diffusée en simulcast sur Crunchyroll. Une version doublée en anglais commence sa diffusion sur Funimation le 30 avril 2018,,.
La série télévisée est également commercialisée sous forme de trois DVD et Blu-ray au Japon à partir de juillet 2018, incluant les courts-métrages Golden Dōga Gekijō ainsi que quatre épisodes  exclusifs au premier volume. Un DVD contenant un OVA basé sur l'arc « Barato » du manga est inclus avec le 15e volume japonais du manga, sorti le 19 septembre 2018. Un second OVA est inclus avec le 17e volume du manga, sorti le 19 mars 2019. Un troisième OVA basé sur l'arc « Monster » du manga est inclus avec le 19e volume japonais du manga, sorti le 19 septembre 2019. Un quatrième OVA sort le 18 septembre 2020 avec le 23e tome et adapte l'arc « Shiton Animal Chronicles ».

## Film en prise de vues réelles
Une adaptation cinématographique en prise de vues réelles est annoncée en avril 2022. Le film est produit par Credeus et réalisé par Shigeaki Kubo, avec Tsutomu Kuroiwa au scénario, Yutaka Yamada (en) en tant que compositeur de la musique et Hiroshi Nakagawa et Deko Akibe supervisant les éléments se rapportant à la culture aïnoue. Kento Yamazaki joue le rôle de Saichi Sugimoto et Anna Yamada celui d'Ashirpa. Il sort au Japon le 19 janvier 2024 et se classe premier du box-office dans le pays, rapportant plus de 534 millions de yens lors de son premier week-end d'exploitation.